# 阿道夫·恩格勒
阿道夫·恩格勒（全名海因里希·古斯塔夫·阿道夫·恩格勒 德語：）（1844年3月25日—1930年10月10日）是一名德国植物学家，他在植物分类学和植物地理学上有重要的贡献。

## 生平

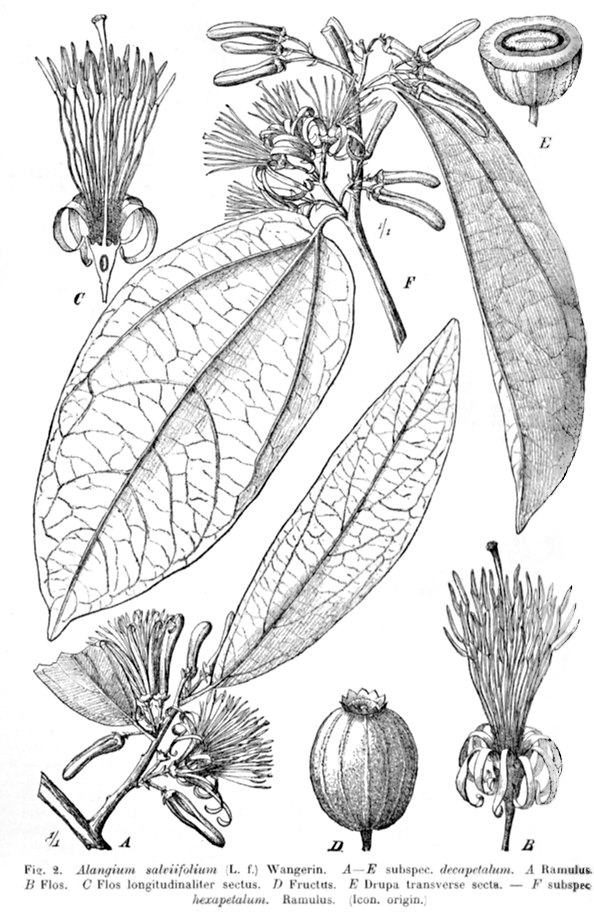
土坛树 Alangium salviifolium
版画插图

恩格勒出生于普鲁士王国的扎甘（今属波兰），1866年在布雷斯勞大学获得博士学位，并留校教书，1871年，他成为慕尼黑植物协会的标本采集管理员，1878年，担任基尔大学教授，并当选为德国自然历史科学院院士，1884年他回到布雷斯勞，担任布雷斯勞大学教授和植物园长，1889年担任柏林大学教授和柏林植物园长，直到1921年退休，1930年在柏林逝世。

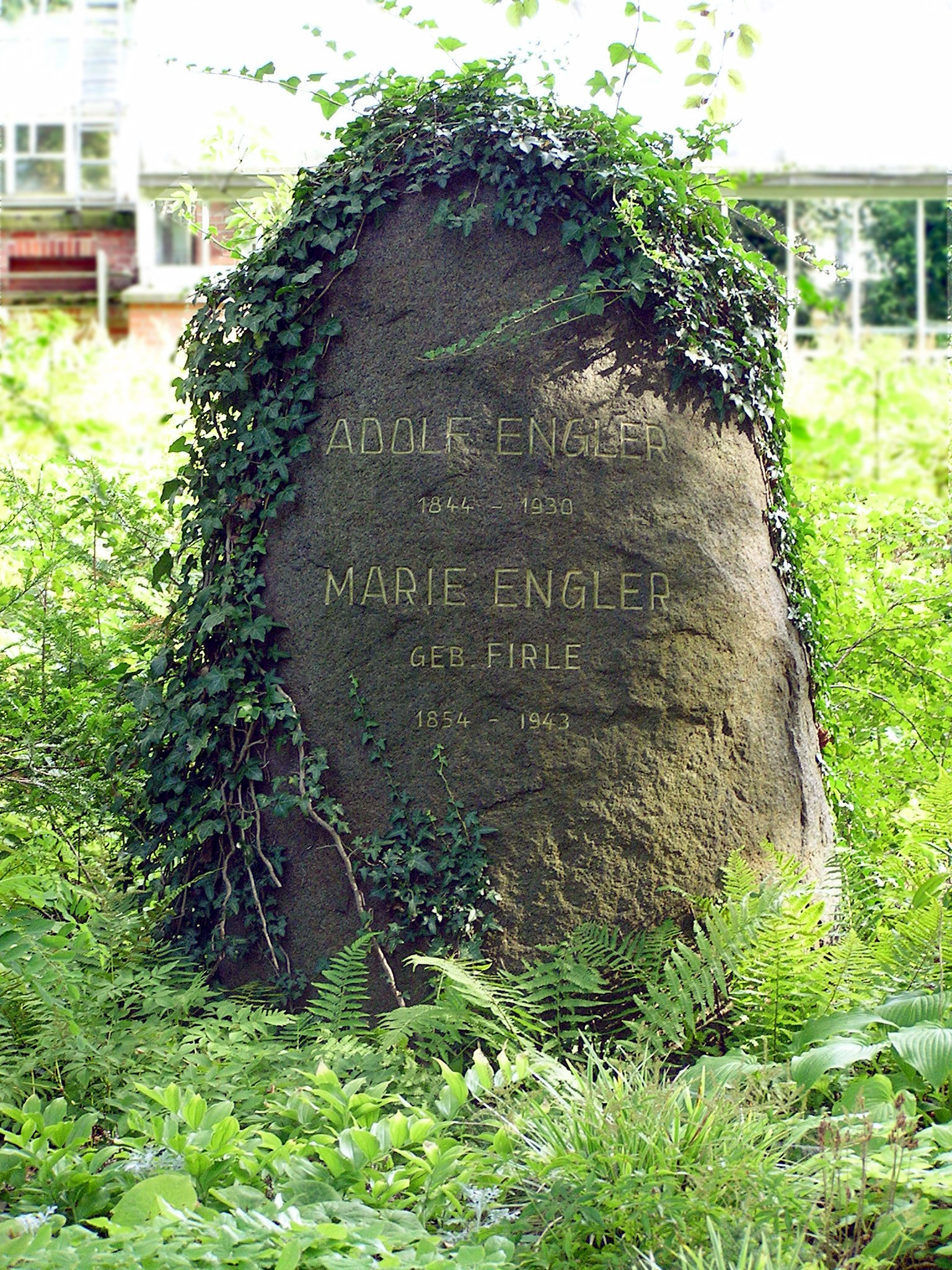
在柏林植物园中恩格勒的墓碑

恩格勒对植物分类学有很大的贡献，他制定的包括从藻类到有花植物的总的恩格勒分类法目前仍然广泛被植物标本分类中应用。他编写过大量关于植物分类法的书籍，并雇佣著名画家制作了描述有6 000种植物的33 000幅版画。

## 荣誉
1913年，他获得伦敦林奈学会颁发的林奈金质奖章，国际植物分类协会于1986年为纪念他设立了恩格勒奖章（参见奖章获得者名单）。
柏林植物园出版的杂志《恩格勒拉》（Englera ISSN 0170-4818）也是以他命名的，有许多植物的属名也是为纪念他命名的，如沙穗属（Englerastrum）、恩格勒豆属（Englerodendron）等。

## 著作
恩格勒创办了《植物分类、发生学和地理学年鉴》（Botanische Jahrbücher für Systematik, Pflanzengeschichte und Pflanzengeographie ISSN 0006-8152），从1881年直到如今一直在莱比锡出版。其他著作有《植物自然分类》（Die Natürlichen Pflanzenfamilien）、《植物界》（Das Pflanzenreich）、 《地球植被》（Vegetation der Erde）、《东非及其附近区域的植物界》（Die pflanzenwelt Ost-Afrikas und der nachbargebiete）等。  